# 週報
週報（しゅうほう）
1. 組織が、内部あるいは外部に、一週間ごとに行う報告
2. 一週間に一度刊行される雑誌、新聞、機関紙
3. 1936年10月13日から内閣情報委員会が編集、発行した官報附録。
4. プロテスタント教会などで、毎週の礼拝の式次第を載せて、会衆が礼拝式を執り行う助けになる印刷物。説教の説教題や聖書箇所、だけではなく、その週の集会案内、次週の礼拝の予告、個人消息などが掲載されている。辻宣道によると週報は教会の作戦指令書のようなもので、週報を中心に教会が動くほど重要なものであるとして重要性を述べているが、意外に軽んじられていると指摘している。